# 卢卡什·赫莱希茨
卢卡什·赫莱希茨（捷克語：Lukáš Helešic，1996年1月29日—）生于瓦爾季采，是一名捷克男子赛艇运动员。2014年，他出战南京青奥，搭档米罗斯拉夫·耶赫（Miroslav Jech）获得男子双人单桨银牌，两年后，他搭档Jakub Podrazil参加里约奥运男子双人单桨项目，获得第七名。他在运动生涯期间两度受到美国的大学邀请，但他都拒绝邀请，决定留在捷克。2020年，他宣布正式结束运动员生涯，他表示自己近期的比赛成绩越来越差，他也不再对训练和比赛有所期待，因此决定退役。